# Poupelle della Città dei Camini
Poupelle della Città dei Camini (えんとつ町のプペル?, Eiga Entotsumachi no Poupelle) è un film d'animazione giapponese del 2020 diretto da Yusuke Hirota. È basato sull'omonimo albo illustrato per bambini del 2016 di Akihiro Nishino.

## Trama
In una cittadella ricoperta da un denso fumo, il giovane Lubicchi fa amicizia con un mostro di spazzatura a cui dà il nome di Poupelle.

## Distribuzione
Il film è stato distribuito nei cinema giapponesi dal 25 dicembre 2020, e inizialmente doveva essere presentato a livello mondiale nel 2021, uscendo alla fine negli Stati Uniti il 30 dicembre 2021.
In Italia i diritti del film sono stati acquistati da Anime Factory, etichetta di Plaion, che l'ha pubblicato in DVD e Blu-ray il 25 gennaio 2024.

## Riconoscimenti
- 2021 - Japan Academy Award
  - Candidatura come miglior film d'animazione